# イオンタワー
イオンタワーは、千葉県千葉市美浜区の幕張新都心にある、イオン株式会社の本社ビル（超高層建築物）である。別棟はイオンタワーアネックス。

## 概要
地上26階、地下1階、高さ112.55メートルの超高層建築物となっている。イオン本体の他に、イオンリテール等イオングループ企業の本社や労働組合も同ビル内に入居している。建物は、古代ギリシアの建築でよく見られる列柱をあしらっており、主管となる高層棟と別棟の低層棟（地上3階、地下1階）からなる。
1989年（平成元年）にジャスコグループが「イオングループ」へ改称した後、1994年（平成6年）5月30日にイオンタワーが竣工した。これを機に、東京本社（東京都千代田区神田錦町）や、都内数十か所に分散していた本部機能がイオンタワーへと集約されることになった。
幕張新都心の開発にあたり、千葉県開発公社が行っていた上場企業の本社誘致にジャスコ（現・イオン）が応え、イオンタワーの用地は比較的安く購入することができた。ただ、当初はバブル景気により建設費が高騰しており、実際に建設を発注したのは1992年（平成4年）のことであった。
また2011年には、隣接する幕張東京海上ビルを買収し、イオンタワーアネックスと改称した。こちらにはイオングループの卸売事業を手掛けるイオントップバリュ（旧・アイク）の本社やミニストップイオンタワーアネックス店などが入居する。
2013年3月22日にはイオンタワー内に「イオン歴史館」が開設された。

## 入居企業・部門
| 階数 | 企業名 部門名 |
| ---- | --- |
| 24F  | イオン環境財団 イオングッドライフクラブ本部                                                                                  |
| ：   | |
| 22F  | イオングループ労働組合連合会 イオンリテールワーカーズユニオン                                                                |
| 21F  | イオン商品調達株式会社 |
| 20F  | イオン保険サービス株式会社                                                                                                   |
| 19F  | イオンアグリ創造株式会社 イオントップバリュワーカーズユニオン                                                                |
| ：   | |
| 15F  | 株式会社イオンイーハート イオンタワー従業員食堂                                                                              |
| ：   | |
| 13F  | ミニストップ株式会社 ミニストップユニオン株式会社                                                                            |
| 12F  | イオンアイビス株式会社 |
| 11F  | イオンスマートテクノロジー株式会社                                                                                           |
| 10F  | イオンタウン株式会社 イオンタウンユニオン                                                                                    |
| 9F   | 株式会社イオンイーハート株式会社 未来屋書店 未来屋書店労働組合                                                               |
| 8F   | イオンモール株式会社 |
| 7F   | イオンモール株式会社 イオンモール労働組合                                                                                    |
| 6F   | イオンディライト株式会社 イオンタワー幕張事務所 イオングローバルSCM株式会社 イオングローバルSCMユニオン                      |
| 5F   | イオンマーケティング株式会社                                                                                                 |
| ：   | |
| 3F   | |
| 2F   | イオン歴史館 |
| 1F   | イオンコンパス株式会社 幕張店（イオンタワー営業所） イート&ハート ミニストップ イオンタワー店 イオンタワー薬局 イオン銀行ATM |

階数は不明であるが、以下のグループ会社の本社もこのビルに入居している。
- 株式会社生活品質科学研究所
- ハピコム事務局

かつては、5階にイオンリテールのマックスバリュ事業本部が存在していたが、2010年2月21日にイオンリテール運営のマックスバリュのほとんどをイオンが新たに設立したMV北東北・MV南東北・MV関東・MV中京・MV北陸・MV長野へ事業譲渡したため、同日付で解散した。

## アクセス

### 公共交通機関
- JR東日本京葉線 海浜幕張駅 徒歩約6分

### 自動車
- 最寄りインターチェンジ
  - 東関東自動車道 湾岸千葉インターチェンジ
  - 東関東自動車道 湾岸習志野インターチェンジ
  - 京葉道路 幕張インターチェンジ